# Episodi di Delicious Party Pretty Cure

Logo occidentale della serie

Lista degli episodi di Delicious Party ♡ Pretty Cure, diciannovesima serie anime di Pretty Cure, trasmessa in Giappone su TV Asahi dal 6 febbraio 2022 al 29 gennaio 2023. In Italia è inedita.
La sigla originale di apertura, Cheers! Delicious Party ♡ Precure (Ｃｈｅｅｒｓ！デリシャスパーティ♡プリキュア?), è cantata da Machico, mentre quelle di chiusura, DELICIOUS HAPPY DAYS♪ per gli ep. 1-20 da Chihaya Yoshitake e Kokoro Delicious (ココロデリシャス?) per gli ep. 21-26; 31-45 da Rico Sasaki.
Negli episodi 27-30, in occasione dell'uscita al cinema del film della serie, la sigla finale è Youkoso, okosama ♡ Dreamia (ようこそ、お子さま♡ドリーミア?), cantata da Moeha Nochimoto.

## Lista episodi
| Nº | Titolo italiano (traduzione letterale) Giapponese 「Kanji」 - Rōmaji | In onda           | In onda |
| Nº | Titolo italiano (traduzione letterale) Giapponese 「Kanji」 - Rōmaji | Giapponese        |         |
| 1  | Il cibo è sorriso♡ Trasformazione! Cure Precious 「ごはんは笑顔♡ 変身！キュアプレシャス」 - Gohan wa egao♡ Henshin! Kyua Pureshasu | 6 febbraio 2022   |         |
| 1  | Yui Nagomi è una ragazza spensierata e sempre affamata che vive a Oishīna Town, una città che raduna le tradizioni culinarie di tutto il mondo. Nel Cookingdom, reame responsabile di ogni tipo di pietanza, un giovane di nome Rosemary viene incaricato di recuperare il Recipebon, un ricettario che protegge qualsiasi informazione sul cibo, dalla banda dei Bundle che l'ha rubato e adesso punta a catturare i cosiddetti Recipippi, dei piccoli spiriti invisibili ai più che dimorano vicino al rispettivo cibo. Yui incontra per caso Rosemary, il quale rimane stupito dal fatto che lei riesca a vedere i Recipippi nonostante sia cresciuta e non sia più una bambina. Gentlu, una ragazza al servizio dei Bundle, altera il sapore del cibo e imprigiona un Recipippi in un mostro Ubauzo: Rosemary si appresta a combattere la nemica, ma anche Yui si precipita perché ha visto stare male il piccolo spirito. Grazie all'amore verso il cibo e ad una fatina Energy che accompagna Rosemary, Kome-Kome, Yui ottiene il potere di trasformarsi in una Pretty Cure, Cure Precious, e risolve la situazione.                           |                   |         |
| 2  | Addio, Yui…! La decisione di Mari 「さようなら、ゆい⋯！マリちゃんの決意」 - Sayōnara, Yui…! Mari-chan no ketsui | 13 febbraio 2022  |         |
| 2  | I sovrani del Cookingdom, CooKing e CooQueen, vengono messi al corrente della nascita di una Leggendaria Guerriera e forniscono a Rosemary il denaro necessario per stabilirsi a Oishīna Town per la durata della sua missione. Il giovane però è abbastanza amareggiato perché nello scorso combattimento gli si è rotta la DeliciouStone, una pietra che porta al collo e che gli garantiva il potere. Yui si mostra subito entusiasta di essere diventata una Pretty Cure e Rosemary lo apprezza, ma si sente in colpa per averla coinvolta nella battaglia e, ormai rimasto senza poteri, le scrive una lettera in cui le dice addio. Durante un nuovo attacco ai danni dei Recipippi da parte di Gentlu, Yui rintraccia Rosemary, grazie alle funzionalità dell'orologio Heart Cure Watch, e lo rassicura perché ama il cibo e desidera proteggerlo dai Bundle che vogliono utilizzarlo per i loro scopi malvagi. Rosemary, detto "Mari", diventa così una figura di supporto per Cure Precious e insieme si sbarazzano della nemica, che è costretta a ritirarsi, e sanciscono la loro amicizia.                                               |                   |         |
| 3  | La commissione di Kome-Kome! Sperduta in grande confusione!! 「コメコメのおつかい！まいごで大騒動！！」 - Komekome no otsukai! Maigo de ōsōdō!! | 20 febbraio 2022  |         |
| 3  | Pam-Pam, seconda delle tre fatine Energy che hanno accompagnato Rosemary sulla Terra, si risveglia; a differenza di Kome-Kome, è più grande d'età e sa già parlare. Yui, intanto, deve fare compere per la cena della sera e lo annota su un bigliettino. Kome-Kome, per rendere Yui orgogliosa di lei, esce di casa per comprare gli ingredienti da sola, senza avvertire. Non appena notano la sua assenza, Mari, Yui e Pam-Pam si mettono a cercarla e viene ritrovata prima da una ragazza e poi da Takumi Shinada, amico d'infanzia di Yui. Gentlu torna nuovamente, ma Precious non esita e sconfigge il mostro evocato, salvando ancora una volta un Recipippi. La ragazza che ha aiutato Kome-Kome a fare la spesa si chiama Kokone Fuwa, la quale viene accompagnata a casa da Yui nelle vesti di Cure Precious. Infine Yui prepara un'ottima cena e, nonostante avesse fatto preoccupare tutti, ringrazia Kome-Kome, che nel mentre si scopre poter acquisire la forma umana di una bambina essendo una fatina Energy speciale. |                   |         |
| 4  | Lievitanti, queste emozioni… Cure Spicy è nata! 「ふくらむ、この想い⋯ キュアスパイシー誕生！」 - Fukuramu, kono omoi… Kyua Supaishī tanjō! | 27 febbraio 2022  |         |
| 4  | Inizia un nuovo semestre scolastico e Yui scopre di essere nella stessa classe di Kokone Fuwa, la ragazza che ha aiutato Kome-Kome la scorsa volta, dall'atteggiamento sempre composto e che tutti vedono come irraggiungibile. In verità, Kokone ha un animo sensibile e solamente ama la solitudine, ma trova in Yui una piacevole compagnia. Pam-Pam desidera rivederla, perché le ha fatto una buona impressione, ma l'incontro viene interrotto quando Gentlu attacca ben tre Recipippi: Precious si trova in difficoltà e Pam-Pam si colpevolizza per aver trascinato Kokone nel pericolo. Al contrario, quest'ultima è felice di collaborare e di averla conosciuta, instaurando con lei un legame che le fa ottenere il potere di trasformarsi in una Pretty Cure, Cure Spicy. Aiutando a salvare gli spiriti del cibo imprigionati dentro l'Ubauzo, Spicy e Precious vincono contro Gentlu. Kokone si unisce così alla squadra e lei e Yui si ringraziano a vicenda. |                   |         |
| 5  | Voglio andare d'accordo con voi…! Kokone, i primi amici! 「なかよくなりたいのに⋯！ここね、初めてのおともだち！」 - Nakayoku naritai no ni…! Kokone, hajimete no otomodachi! | 6 marzo 2022      |         |
| 5  | Mari pensa di non piacere a Kokone visto che, nonostante provi a dialogarci, lei non gli rivolge mai la parola. La ragazza in realtà non ha mai avuto amici prima d'ora e ha difficoltà ad approcciarsi agli altri, sebbene legga molti manuali al riguardo. Durante un'uscita organizzata da Yui per l'appunto, Kokone è intimidita e se ne dispiace perché vorrebbe essere più naturale. Persino quando Gentlu sferra l'ennesimo attacco, Cure Spicy si getta a capofitto senza il supporto di nessuno pur di non pesare sugli altri. Sia Mari, Precious che le fatine Energy le fanno capire di essere una squadra e che l'accettano così com'è, senza bisogno di sforzarsi per compiacere, ma ricordandole che ognuno è unico a modo suo. Una volta sconfitta la nemica, Kokone chiarisce il fraintendimento con Mari e instaura con lui un rapporto d'amicizia. |                   |         |
| 6  | Scuola! Mostro! Grande panico!? I gamberi fritti presi di mira! 「学校！怪物！大パニック！？ねらわれたエビフライ！」 - Gakkō! Kaibutsu! Dai panikku!? Nerawareta ebifurai! | 17 aprile 2022    |         |
| 6  | Nella scuola media Shinsen si diffonde la notizia dell'apparizione di un mostro nell'aula di economia domestica. Alcune studentesse, curiose, vogliono verificare di persona ed entrando nella stanza si spaventano nel momento in cui sentono un verso simile a un lamento. L'edificio viene quindi messo sotto ispezione per capire meglio la situazione, ma in realtà le cose sono più semplici di quello che sembrano: il soprannominato mostro non è altri che Pam-Pam, che tentava di nascondersi dopo essersi introdotta segretamente nella scuola perché preoccupata verso Kokone che voleva vedere se socializzasse o meno con i compagni di classe. Gentlu sceglie come bersaglio il Recipippi dei gamberi fritti della mensa scolastica, ma le Pretty Cure con l'aiuto di Rosemary riescono in tempo a rispondere allo scontro e a vincerlo. |                   |         |
| 7  | Passione ad elevato calore! Brilla Cure Yum-Yum!! 「強火の情熱！きらめいてキュアヤムヤム！！」 - Tsuyobi no jōnetsu! Kirameite Kyua Yamuyamu!! | 24 aprile 2022    |         |
| 7  | Un profilo social, chiamato "Chururin", carica online foto e recensioni dello stesso cibo che finora è stato oggetto di attacchi da parte dei Bundle. Nel frattempo si risveglia anche la terza fatina Energy, Mem-Mem, e tutti insieme vanno al ristorante di ramen della famiglia di Ran Hanamichi, una compagna di classe di Yui e Kokone. Mem-Mem è colpito dalla passione di Ran per il cibo e, quando accidentalmente si rivela, lega subito con lei. Ran vorrebbe approfondire la conoscenza sui Recipippi dal momento che riesce a vederli e ha l'idea di mettere il menù del ristorante a metà prezzo quando viene a sapere che si manifestano in proporzione all'amore mentre si mangia un determinato cibo. Gentlu, vista la quantità di Recipippi, attacca e Ran si sente in difetto per aver aiutato indirettamente una persona avversa al cibo. Mem-Mem, tuttavia, le offre il suo supporto e le fa ottenere il potere di trasformarsi in una Pretty Cure, Cure Yum-Yum. Ripristinata la serenità, Ran confessa di esserci lei dietro al profilo social Chururin e tutti quanti si fanno una foto per celebrare la giornata trascorsa. |                   |         |
| 8  | Chururin abbandona!? Facciamo un giro! Oishīna Town 「ちゅるりん卒業！？おでかけ！おいしーなタウン」 - Chururin sotsugyō!? Odekake! Oishīna Taun | 1º maggio 2022    |         |
| 8  | Ran decide a malincuore di non aggiornare più il profilo social di Chururin, dopo aver appreso che i Bundle traggono spunto per attaccare i Recipippi dai cibi da lei recensiti online. Al pomeriggio, lei, Yui e Kokone organizzano un itinerario gastronomico per le strade di Oishīna Town, dove hanno l'occasione di mangiare e trascorrere del tempo assieme. Anche se non lo dà a vedere, Ran è giù di morale perché non recensisce più i piatti che assaggia, ma le amiche e Mari la spronano a continuare a farlo perché è sbagliato che rinunci alla sua passione a causa degli altri. Gentlu evoca un Ubauzo più potente dei precedenti, mettendo le Pretty Cure a dura prova, ma grazie all'intuito di Cure Yum-Yum tutto si risolve per il meglio. Ran alla fine ritrova la carica e non abbandona l'interesse verso il cibo, assicurando di tornare ad aggiornare il profilo di Chururin con l'asporto. In disparte, sola, Gentlu accusa segni di stanchezza e rimette i panni di Amane Kasai, rivelandosi una ragazza che frequenta la stessa scuola di Yui e le altre nonché presidentessa del consiglio studentesco.                 |                   |         |
| 9  | Due persone inconciliabili? Il miso misto di Kokone e Ran! 「かみ合わないふたり？ここねとらんの合わせ味噌！」 - Kamiawanai futari? Kokone to Ran no awase miso! | 8 maggio 2022     |         |
| 9  | Nonostante siano nella stessa squadra, essendo diventate entrambe Pretty Cure, Kokone e Ran si accorgono di avere idee differenti su qualsiasi argomento. Le due vorrebbero considerare il pensiero e venirsi incontro l'una con l'altra, ma si ritrovano sempre in disaccordo. Pam-Pam e Mem-Mem, loro partner, chiedono sostegno a Yui, la quale organizza un party dove possono divertirsi e mangiare tutti insieme. Un piccolo diverbio sulla testardaggine di Kokone quanto sulla leggerezza di Ran scatena gli animi, ma il tutto viene rimandato poiché un'emergenza dei Recipippi porta le Pretty Cure al combattimento con Gentlu, ancora provata dai continui scontri con loro. Yui ricorda un detto di sua nonna, secondo il quale combinando gusti diversi di miso il risultato è migliore: ciò significa che le differenze caratteriali tra Kokone e Ran non sono un difetto, ma un pregio che dà vantaggio alla loro squadra come pure alla loro amicizia. Infine, la forma umana di Kome-Kome cresce e la piccola pronuncia le sue prime parole.                                                                                      |                   |         |
| 10 | Non piangete Recipippi… Sono nati! Heart Juicy Mixer 「泣かないでレシピッピ⋯ 誕生！ハートジューシーミキサー」 - Nakanaide Reshipippi… Tanjō! Hāto Jūshī Mikisā | 15 maggio 2022    |         |
| 10 | Yui ricorda con le amiche i celebri motti che diceva sempre la sua defunta nonna, uno dei quali era "Il cibo è sorriso", sostenendo come infatti un qualcosa da mangiare migliori subito l'umore e porti sorrisi. Al nascondiglio dei Bundle, Gentlu viene avvicinata da un suo collega, Narcistoru, che le consiglia un metodo più efficace per rubare i Recipippi tramite gli Ubauzo. In battaglia, la nemica appare incerta e turbata interiormente, ma decide comunque di fare il possibile per sconfiggere le Pretty Cure che tanto si danno da fare per proteggere i Recipippi. Questi ultimi diventano piuttosto sofferenti, come mai prima d'ora, ma la volontà di Cure Precious, Cure Spicy e Cure Yum-Yum scaturisce la nascita del potere degli Heart Juicy Mixer e pone fine alla lotta. Prima di andare via, Gentlu in stato confusionale si scusa per aver arrecato danno ai Recipippi, lasciando senza parole soprattutto Cure Precious. |                   |         |
| 11 | La trappola di Gentlu! Yui e Ran, un grosso guaio nel test!? 「ジェントルーの罠！ゆいとらん、テストで大ピンチ！？」 - Jentorū no wana! Yui to Ran, tesuto de dai pinchi!? | 22 maggio 2022    |         |
| 11 | Gentlu è furiosa con Narcistoru perché utilizzando il suo metodo di cattura, sebbene più efficace, ha causato involontariamente sofferenza ai Recipippi e ribadisce che lei nelle sue missioni ricorre alla violenza il meno possibile. Poco dopo, la ragazza mette in atto una nuova strategia: servendosi dell'incarico di presidentessa degli studenti, fa disporre un test di verifica a sorpresa secondo il quale chiunque ottiene meno di un certo numero di risposte esatte dovrà rimanere nel doposcuola a svolgere attività extra. L'obiettivo è quello di trattenere Yui, Kokone e Ran, a cui sono state fatte domande più difficili rispetto agli altri alunni, e poter rubare i Recipippi senza intralci; tuttavia Kokone supera in modo brillante il test al primo colpo, mentre Ran e Yui falliscono ma vengono poi aiutate da Takumi. Le tre raggiungono la nemica e, durante il combattimento, a Gentlu le si rompe la maschera che la fa svelare nell'identità di Amane. Il gruppo chiede spiegazioni, sbigottito dalla scoperta, ma Gentlu viene portata via da Narcistoru prima che possa rispondere.                             |                   |         |
| 12 | Un cucchiaino carico di speranza! Il vero cuore di Gentlu 「小さじ一杯の希望！ジェントルーの本当の心」 - Kosajī ippai no kibō! Jentorū no honto no kokoro | 29 maggio 2022    |         |
| 12 | Yui, Kokone e Ran sono ancora incredule sul fatto che Gentlu in realtà sia la loro compagna di scuola e presidentessa del consiglio studentesco Amane Kasai. Mari, avendola vista in un momento di lucidità, sospetta che i Bundle abbiano soggiogato la sua mente e che non sia realmente lei a voler causare alterazioni malvagie al cibo. Al nascondiglio dei Bundle, Gentlu viene ricaricata di energia negativa affinché completi la sua missione e senza alcuna esitazione sferra un attacco, che viene prontamente sventato dalle Pretty Cure. Yui e le altre, però, vorrebbero fermarla e parlarle per riportarla alla normalità, e in un secondo e successivo attacco, Cure Precious s'impegna con tutta se stessa per raggiungere il cuore di Gentlu, ormai quasi del tutto sbiadito dalla malvagità. Le Pretty Cure, ricordandole l'amore che prova verso il cibo e i Recipippi, distruggono il sigillo che controlla Gentlu, la quale esanime torna ad essere una semplice ragazza. |                   |         |
| 13 | Proteggi i ricordi rubati! Svelato il segreto di Takumi 「うばわれた思い出を守れ！明かされる拓海のヒミツ」 - Ubawareta omoide wo mamore! Akasareru Takumi no himitsu | 5 giugno 2022     |         |
| 14 | Che sapore ha il primo amore? Sentimenti d'amore e la risposta di Takumi 「初恋ってどんな味？恋するキモチと拓海のこたえ」 - Hatsukoi tte donna aji? Koisuru kimochi to Takumi no kotae | 12 giugno 2022    |         |
| 15 | Batticuore! Kokone, il primo picnic! 「ドキドキ！ここね、初めてのピクニック！」 - Dokidoki! Kokone, hajimete no pikunikku! | 19 giugno 2022    |         |
| 16 | RanRan è strana…!? Nikujaga e bugie 「らんらんって変⋯！？肉じゃがとウソ」 - Ranran tte hen…!? Nikujaga to uso | 26 giugno 2022    |         |
| 17 | La quarta Pretty Cure!? La scelta di Amane 「４人目のプリキュア！？あまねの選択」 - Yonin-me no Purikyua!? Amane no sentaku | 3 luglio 2022     |         |
| 18 | Io, voglio diventare come un parfait! Risplendi! Cure Finale! 「わたし、パフェになりたい！輝け！キュアフィナーレ！」 - Watashi, pafe ni naritai! Kagayake! Kyua Fināre! | 10 luglio 2022    |         |
| 19 | Decoriamo tutti insieme! Un regalo per i fratelli 「みんなでデコレーション！お兄さんへの贈りもの」 - Minna de dekorēshon! Onī-san he no okurimono | 17 luglio 2022    |         |
| 20 | Le lezioni di etichetta di Amane! Il ristorante dei desideri 「あまねのマナーレッスン！憧れのレストラン」 - Amane no manā ressun! Akogare no resutoran | 24 luglio 2022    |         |
| 21 | Voglio proteggere questo sapore…! La grande strategia dei wagashi di Ran 「この味を守りたい⋯！らんの和菓子大作戦」 - Kono aji wo mamoritai…! Ran no wagashi daisakusen | 31 luglio 2022    |         |
| 22 | BlaPe si ritira!? Alla ricerca della crêpe leggendaria 「ブラペ引退！？伝説のクレープを探せ」 - Burape intai!? Densetsu no kurēpu wo sagase | 7 agosto 2022     |         |
| 23 | L'egoismo di Kokone? I ball donuts dei ricordi 「ここねのわがまま？思い出のボールドーナツ」 - Kokone no wagamama? Omoide no bōru dōnatsu | 14 agosto 2022    |         |
| 24 | Non mi importa di Kome-Kome! Un frenetico pizza party 「コメコメなんて知らない！波乱のピザパーティ」 - Komekome nante shiranai! Haran no piza pāti | 21 agosto 2022    |         |
| 25 | Un nuovo ladro fantasma!? Il campeggio NikoNiko 「新たな怪盗！？にこにこキャンプでごわす！」 - Aratana kaitō!? Nikoniko kyanpu de gowasu! | 28 agosto 2022    |         |
| 26 | La promessa di Kokone! La sfida al grande re peperone 「ここねのやくそく！ピーマン大王への挑戦」 - Kokone no yakusoku! Pīman daiō e no chōsen | 4 settembre 2022  |         |
| 27 | Il grande cambiamento di Kome-Kome!? Il piano felice di Ran 「コメコメ大変化！？らんのハッピー計画」 - Komekome daihenge!? Ran no happī keikaku | 11 settembre 2022 |         |
| 28 | Il potere di Kome-Kome per tutti…! Party Candle Tact! 「コメコメの力をみんなに⋯！パーティキャンドルタクト！」 - Komekome no chikara wo minna ni…! Pāti Kyandoru Takuto! | 18 settembre 2022 |         |
| 29 | Un paradiso delizioso! Andiamo! Cookingdom! 「おいしいパラダイス！レッツゴー！クッキングダム！」 - Oishī paradaisu! Rettsu gō! Kukkingudamu! | 25 settembre 2022 |         |
| 30 | Festival Wasshoi! Yakisoba Mari 「おまつりわっしょい！やきそばマリちゃん」 - Omatsuri wasshoi! Yakisoba Mari-chan | 2 ottobre 2022    |         |
| 31 | Un giorno di vacanza a Oishīna Town: principessa Yui!? 「おいしーなタウンの休日 プリンセスゆい！？」 - Oishīna Taun no kyūjitsu Purinsesu Yui!? | 9 ottobre 2022    |         |
| 32 | Sorseggia! Churu Fest: alla ricerca dell'udon perduto! 「すすれ！ちゅるフェス まいごのうどんを探せ！」 - Susure! Churu Fesu Maigo no udon wo sagase! | 16 ottobre 2022   |         |
| 33 | Puro e corretto! Amane e il party di Halloween 「清く正しく！あまねとハロウィンパーティ」 - Kiyoku tadashiku! Amane to Harouin pāti | 23 ottobre 2022   |         |
| 34 | Il nonnino è testardo! L'oden è dopo il baseball 「おじいちゃんはガンコ！おでんは野球のあとで」 - Ojii-chan wa ganko! Oden wa yakyū no ato de | 30 ottobre 2022   |         |
| 35 | Separazione con Kokone!? Ora, emozioni che voglio condividere 「ここねとお別れ！？いま、分け合いたい想い」 - Kokone to owakare!? Ima, wakeaitai omoi | 13 novembre 2022  |         |
| 36 | Ran fa il debutto!? Scintillante emozione gourmet! 「らんがデビュー！？きらめくグルメ・エモーション！」 - Ran ga debyū!? Kirameku gurume emōshon! | 20 novembre 2022  |         |
| 37 | Un'ombra sospetta in agguato… il finale del festival culturale di Amane! 「ひそむ怪しい影⋯ あまねの文化祭フィナーレ！」 - Hisomu ayashii kage… Amane no bunkasai fināre! | 27 novembre 2022  |         |
| 38 | Incontro la nonna!? Le polpette di riso e il passaggio di testimone verso il futuro 「おばあちゃんに会える！？おむすびと未来へのバトン」 - Obaa-chan ni aeru!? Omusubi to mirai e no baton | 4 dicembre 2022   |         |
| 39 | Va bene non cucinare!? Come creare un sorriso delizioso 「お料理なんてしなくていい！？おいしい笑顔の作り方」 - O ryōri nante shinakute ii!? Oishii egao no tsukurikata | 11 dicembre 2022  |         |
| 40 | Ciò che posso fare… Black Pepper e la decisione di Takumi 「俺に出来ること⋯ ブラックペッパーと拓海の決断」 - Ore ni dekirukoto… Burakku Peppā to Takumi no ketsudan | 18 dicembre 2022  |         |
| 41 | Buon Natale! La cosa importante di Fennel 「メリークリスマス！フェンネルの大切なもの」 - Merī Kurisumasu! Fenneru no taisetsuna mono | 25 dicembre 2022  |         |
| 42 | Il complotto di Godatz: Precious contro Black Pepper 「ゴーダッツのたくらみ プレシャスＶＳブラックペッパー」 - Gōdattsu no takurami Pureshasu tai Burakku Peppā | 8 gennaio 2023    |         |
| 43 | Il Recipebon si attiva! La crisi di Oishīna Town 「レシピボン発動！おいしーなタウンの危機」 - Reshipibon hatsudō! Oishīna Taun no kiki | 15 gennaio 2023   |         |
| 44 | Sharin' Energy! Sovrapponiamo i ringraziamenti 「シェアリンエナジー！ありがとうを重ねて」 - Shearin Enajī! Arigatō wo kasanete | 22 gennaio 2023   |         |
| 45 | DeliciouSmile~! Tutti a raccolta! Buon appetito!! 「デリシャスマイル～！みんなあつまれ！いただきます！！」 - Derishasumairu~! Minna atsumare! Itadakimasu!! | 29 gennaio 2023   |         |